# مسجد أغا السيد كاظم
مسجد أغا السيد كاظم هو مسجد تاريخي يعود إلى عصر القاجاريون، ويقع في قزوين.